# 同人
同人（どうじん）とは、同じ趣味・志を持っている個人または団体。（同人誌即売会などでの発表を想定して）同人誌や同人ゲームなど同人作品を製作するために結成された団体については同人サークルを参照。

## 同人の対象

### 文芸の同人
明治時代の頃、同じ趣味や志をもった仲間同士が集まって、同人雑誌というものをつくっていた。日本で確認できている中で最も古い同人雑誌は、小説家・尾崎紅葉らの文学団体「硯友社」による回覧雑誌『我楽多文庫』である（同人誌参照）。これが作製されたのち、アララギ派の歌人が出していた『アララギ』、正岡子規や夏目漱石、高浜虚子が参加した『ホトトギス』など、さまざまな同人雑誌が創られた。これらの同人雑誌から多くの歌人や詩人、小説家などを輩出している。なお、当時の同人雑誌の会員のことを「同人」（たとえば、尾崎紅葉は「硯友社の同人」）と呼んでいる。この頃は、不特定多数へ販売されておらず、同人だけが読んでいた（書店によっては扱っていたところがあった）。歌道の同人は、結社を組織し、歌人はいずれかの結社に属するのが常態だった。書道や美術の同人は、短歌・俳句と異なり発表に雑誌を使わない場合もある。

### 漫画の同人
第二次世界大戦終了後、漫画を主対象とする同人雑誌が登場した。初期のものからは石森章太郎や藤子不二雄などが輩出された。
その後、主に学校の部活動（学漫）で作られる漫画の同人雑誌が増加し、1975年に第1回コミックマーケットが開催された。当初は同人組織が雑誌を発行していた。しかし1980年代後半にはある程度の余裕があれば、個人でもオフセット印刷が可能なほどに印刷代が安くなった。さらに、コピー機の普及によってさらに安価に製作が可能になったため、個人単位で活動する者も現れ、「個人サークル」と呼ばれた。
また、同人活動と各種同人イベントの隆盛につれて、同人誌の制作を専門にする印刷会社も現れた。同人専門の印刷会社は、一般的な書籍よりも簡易な印刷となる一方で費用が安いことが特徴である（概ね三分の一程度）。

### 現在の同人
当初は、「同人」と言えば文芸同人を指し、それと区別するためコミックマーケットではSFファンの用いる「ファンジン（fanzine、fan＋magazine）」を借用して「まんがファンジン」と表現していた。しかし1990年代以降、主にコミケットなどの同人誌即売会や同人ショップなどで、自分で描いた漫画・アニメ・コンピュータゲームに関する作品（パロディ作品やイラスト集が多い）やグッズなどを公開・配布・販売する人たちのことを、「同人」と呼ぶことが目立つようになった。
現在のネット上で「同人」「同人的表現」と称されているのも、文芸にかかわるものではなく、こちらを意味することがほとんどである。ただし、文芸同人にかかわる者や、全く同人にかかわらない者に対しては、意味が通じないケースが多いので注意が必要である。これは、漫画・アニメ・コンピュータゲーム系同人では、「同人」「同人的表現」を、外部の介入を避ける意味合いで使う傾向があるからである（ただし、FAQ的な用語解説ウェブサイトは充実している）。しかし、そうした態度が同人への誤解（及び、文芸同人との齟齬）を招いているとの指摘もある。
1990年代以降、パソコンと家庭用プリンタが普及することで、誰でも気軽にDTPができるようになり、さらに印刷が安価になった。その結果漫画・アニメ・ゲーム系同人誌即売会が頻繁に行われ、発行主体を「同人サークル」、頒布物を「同人誌」と呼ぶ習慣こそ維持しているが、一個人単位での活動がもはや主流となりつつある。
今までは文芸同人と漫画同人の両者の活動が関係することはまず無かったが、2000年代からは文芸同人雑誌専門の即売会「かわさき文芸ジャンボリー ぶんぶん!」「文学フリマ」「本の杜」」「福岡ポエイチ」「資料性博覧会」「Text-Revolutions（テキレボ）」などが開催されるようになり、「COMITIA」「そうさく畑」など、創作同人誌即売会でも文章・文芸同人の参加が増えていった。「文学フリマ」はライトノベルや漫画同人との繋がりの強い大塚英志による発起であり、類似の即売会も増え始めたなど、わずかに影響が見られる（しかし、大塚は旧来の文芸同人と繋がりの濃い、純文学作家からは強い非難を受けている）。